# HP 95LX

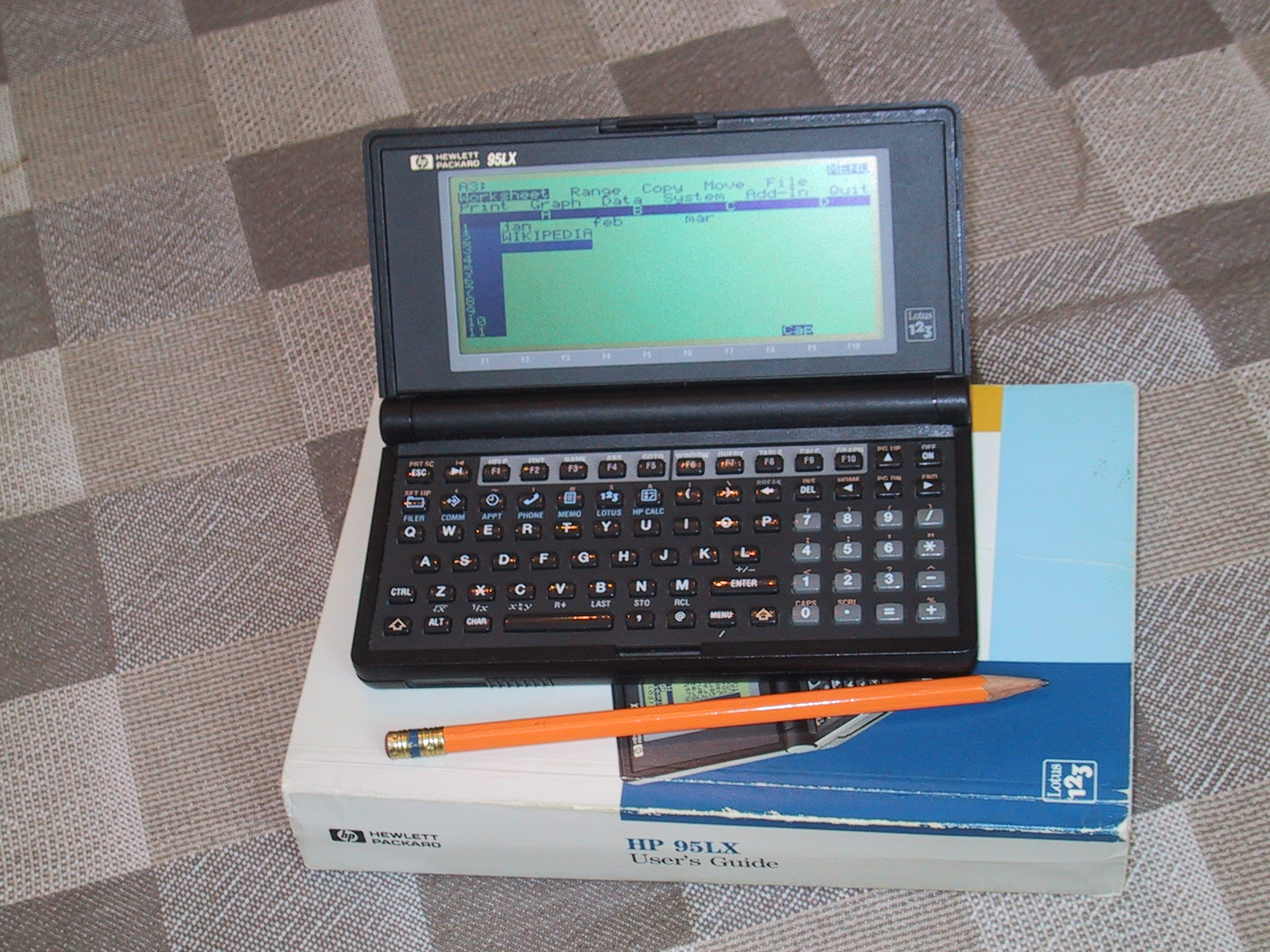
HP 95LX가 작동되는 모습

HP95LX는 HP사에서 코드명 재규어(Jaguar)로 제작되었고, 1991년 4월에 발표되었다. HP사의 엔지니어들은 MS-DOS 기반의 인기 스프레드시트였던 Lotus 1-2-3을 들고 다니면서 사용할 수 있는 방법을 모색하게 되었고 마침내 DOS기반의 HP95LX가 발표 되었다. 이 제품은 MS-DOS를 사용하였고, Lotus 1-2-3과 PIMS를 롬에 내장시켰다. 하지만 비표준 디스플레이 및 카드 슬롯과 제한된 메모리 용량으로 인해 일반적인 도스 응용 프로그램을 사용하기 힘들었다. 게다가 비표준 카드 슬롯으로 인해 지원하는 PCMCIA카드가 몇몇 없어 확장성도 좁다. 그러나 이후 후기 모델인 HP100LX가 발표 되었고 95LX의 비표준 카드슬롯,디스플레이의 단점을 보안한 HP200LX를 발표하여 많은 인기를 모아 200LX는 지금까지도 미국,일본,한국 등의 국가에서 커뮤니티가 활동하고 있고 아직도 사용되고 있다고 한다.

## 기능
- 무게: 300g
- 크기: 길이 8.5cm, 폭 15.9cm, 높이 2.6cm
- 화면: CGA 흑백 4그레이 STN액정
- 배터리: AA사이즈 배터리 2개
- 보조 배터리: 3V 수은전지
- CPU: NEC V20 CPU 5.37MHz(인텔 8088 호환)
- RAM: 512KB 또는1MB
- OS: MS-DOS 3.3
- 해상도: CGA 16 x 40 문자와 128 × 240 픽셀
- 적외선 통신장치:RS - 232 호환 직렬 포트, HP사와 호환되는 프린터 모델에 인쇄를위한 적외선 포트. 총 2가지의 적외선 포트를 갖추고 있다.
- PCMCIA슬롯 1개

## 같이 보기
- 아타리 포트폴리오
- 넷북
- 울트라 모바일 PC